# Famille Écoutum
La famille Écoutum (Coot Kin en anglais), dans l'univers des canards imaginé par la Walt Disney Company, constitue principalement l'ascendance de Donald Duck. Fondée par Cornélius Écoutum, elle est alliée à la famille Duck par le mariage de Grand-Mère Donald avec Joseph Duck et au clan McPicsou par celui de leur fils Rodolphe Duck avec Hortense Picsou, sœur de Balthazar Picsou.

## Ascendance directe de Donald Duck

### Cornélius Écoutum
Cornélius Écoutum (Cornelius Coot en VO) est le fondateur de l'État du Calisota et de Donaldville, sur les ruines du Fort Drake Borough édifié en 1579 par Sir Francis Drake et dirigé avant sa destruction par Sire Francis McPicsou. Descendant des premiers colons et trisaïeul de Donald, Cornélius naît aux États-Unis vers 1790 et épouse une indienne dont il aura un fils : Clinton. En 1848, le Calisota est annexé par les États-Unis, en même temps que la Californie voisine. Cornelius reste néanmoins le personnage le plus important de la région. Il meurt vers 1880.

### Clinton Écoutum
Clinton Écoutum (Clinton Coot en VO), fils de Cornélius Écoutum, apparaît pour la première fois dans l'arbre généalogique de Don Rosa  publiée en 1993. On le verra pour la première fois dans une histoire sous forme de flashback dans l'histoire C.E.S.T.D.U.C.H.A.R.A.B.I.A. (W.H.A.D.A.L.O.T.T.A.J.A.R.G.O.N.) du même auteur, publiée en octobre 1997. Né en 1830 à Donaldville, il y tient une épicerie, le "Coot's Emporium", qui connaît un grand succès. Proche de la nature, il fonde en 1901 la troupe scoute des Castors Juniors, dont feront partie plus tard Riri, Fifi et Loulou. Marié à Gertrude Guilleret, il a deux enfants : Elvire et Jules. Il meurt en 1910.
En 2018, il fait son apparition à la télévision dans la série La Légende des Trois Caballeros. Il doit son prénom à Bill Clinton, président des États-Unis à l'époque de sa création.

### Gertrude Guilleret
Femme du précédent et mère d'Elvire et Jules Écoutum, Gertrude Guilleret (Gertrude Gadwall en VO) n'apparaît que dans l'arbre généalogique de Don Rosa.

### Elvire Écoutum
Fille des précédents, Elvire Écoutum (Elvira Coot en VO) est plus connue sous le surnom de Grand-Mère Donald (c'est en effet la grand-mère, entre autres, de Donald, Gontran Bonheur et Popop). Née vers 1855 et décédée avant 1970, elle épouse Joseph Duck vers 1874. Le couple s'installe dans une ferme aux environs de Donaldville, sur les terres héritées par Elvire de son grand-père, et a trois enfants : Rodolphe, Daphnée et Barnabé. À la mort de son mari dans les années 1920, elle reprend seule la direction de la ferme, secondée maladroitement par son petit-neveu Gus Glouton.

### Jules Écoutum
Fils de Clinton Écoutum et de Gertrude Guilleret, Jules Écoutum (Casey Coot en VO) apparaît pour la première fois dans une histoire de Don Rosa publiée en juin 1988, Last Sled to Dawson. Né en 1860 à Donaldville, il tente tout d'abord sa chance comme chercheur d'or mais devant ses recherches infructueuses, il vend à Picsou en décembre 1899 et pour 200$ sa part des terres héritées de son grand-père Cornélius, dont "Killmule Hill", rebaptisé "Killmotor Hill", où fut élevé le Fort Donaldville et sur lequel Picsou construira son célèbre coffre-fort. Il épouse Gretchen Gribiche et a deux enfants : Fanny et Herbert. Il meurt avant 1970.

### Gretchen Gribiche
Femme du précédent et mère de Fanny et Herbert Écoutum, Gretchen Gribiche (Gretchen Grebe en VO) n'apparaît que dans l'arbre généalogique de Don Rosa.

### Herbert Écoutum
Fils des précédents et cow-boy de son état, Herbert Écoutum (Cuthbert Coot en VO) apparaît pour la première fois dans une histoire de Carl Barks publiée en avril 1945, Cow-boy électrique (Webfooted Wrangler). On en sait peu sur lui mais il pourrait être le père de Sgrizzo, le cousin hystérique de Donald.

### Fanny Écoutum
Fille de Jules Écoutum et de Gretchen Gribiche, Fanny Écoutum (Fanny Coot en VO) est mentionnée pour la première fois dans un comic strip de Donald publié le 9 mai 1938. Elle épouse Luc Glouton et a un fils : Gus.

### Luc Glouton
Mari de la précédente, Luc Glouton (Luke (the) Goose en VO) apparaît tout d'abord dans une première ébauche de la généalogie de la famille Duck. Carl Barks en fait l'époux de Daphnée Duck, fille de Grand-Mère Donald et de Joseph Duck, et le père de Gontran Bonheur. Devenu orphelin après que ses parents soient morts d'indigestion à un pique-nique gratuit, Gontran avait été recueilli par Matilda Picsou et son mari, Gustave Bonheur, mais Carl Barks abandonna finalement cette idée pour la version actuelle,. Il n'apparaît que dans 3 histoires en tant que cameo.

### Gus Glouton
Fils des précédents, Gus Glouton (Gus Goose en VO) apparaît pour la première fois en 1938 dans des strips quotidiens de 3-4 pages puis dans un court-métrage de 1939, Le Cousin de Donald étant son cousin. Petit-neveu de Grand-Mère Donald, il est censé l'épauler dans ses travaux fermiers mais (comme son nom l'indique), consacre plus de temps à la quête de nourriture et à la digestion qui s'ensuit.

### Sgrizzo Écoutum
Créé par le dessinateur italien Romano Scarpa en octobre 1964, Sgrizzo (Kildare Coot en anglais) est présenté comme un cousin de Donald Duck, sans que ces liens ne soient réellement explicités. Il apparaît pour la première fois dans l'histoire Sgrizzo, le canard le plus éclatant du monde (Sgrizzo il più balzano papero del mondo)) publiée en octobre 1964. Ses cheveux en bataille et son excentricité attestent également son cousinage avec Popop. Comme son nom anglais le laisse supposer, Sgrizzo pourrait être le fils d'Herbert Écoutum ou d'un frère non-mentionné.

## Arbre généalogique
Le dessinateur Don Rosa a développé en 1993 un arbre généalogique dont le dessinateur Carl Barks avait jeté les bases dans les années 1950. Sgrizzo en est absent.

## Sources
- Don Rosa : Birth And Death Dates Of The Ducks, Coots And McDucks
- Plusieurs arbres généalogiques sur Calisota Online (en anglais mais conçu par un français!)
- L'arbre généalogique de Don Rosa (en français)
- Base de données INDUCKS
- Who's Who de Donaldville (en anglais)